# Bojan Knežević (cầu thủ bóng đá Serbia)
Bojan Knežević (sinh ngày 13 tháng 4 năm 1989) là một cầu thủ bóng đá Serbia, thi đấu cho Inđija ở vị trí thủ môn.

## Sự nghiệp câu lạc bộ
Knežević được ký hợp đồng bởi Spartak Trnava vào tháng 2 năm 2014 và ra mắt giải đấu ngày 1 tháng 3 năm 2014 trước Nitra.